# Le Boxeur manchot
Pour plus de détails, voir Fiche technique et Distribution.
Le Boxeur manchot (獨臂拳王, Du bei chuan wang) est un film hongkongais réalisé par Jimmy Wang Yu, sorti en 1972. 

## Synopsis
Dans un restaurant, Ma Wu Dao, un des leaders de l'ecole du crochet de fer, une ecole d'arts martiaux liée aux triades agresse et vole l'oiseau d'un client. Ne pouvant supporter cette injustice, le jeune Yu Tien Lung membre d'une école d'arts martiaux rivale va intervenir et par la suite engendrer une vague de représailles mortelles contre son école. D'abord sévèrement battu, le maitre de l' école du crochet nommé Chao Liu va ensuite faire appel a une bande de mercenaires venant des 4 coins de l'Asie. A sa tête un maitre de karaté d'okinawa nommé Erfu Tolong accompagné de ses 2 disciples, d'un maitre de judo, de taekwondo, de yoga ainsi que de 2 boxeurs de Thailande. Viendront se joindre à ce groupe 2 lamas tibetains ce qui ne sera pas du gout d'Erfu Tolong. Ils vont alors assassiner tous les membres de l'ecole ainsi que le maitre de Yu tien lung. Ce dernier, aprés s'etre fait arracher un bras par le maitre d'okinawa sera le seul survivant. Yu tien Lung est sauvé de la mort par un médecin et sa fille et s'ensuit alors une longue convalescence ou il va decouvrir l'existence d'un traitement unique detenu par ce medecin qui va lui permettre de combattre a nouveau et d''acquérir une main de fer. Brulant les nerfs de sa main unique dans des braises ardentes et du feu, il va ensuite la plonger dans des plantes qui ont le pouvoir de renforcer ses os de maniere spectaculaire lui donnant alors une force extraordinaire. Yu tien Lung va préparer alors sa vengeance contre ceux qui ont tué son maitre, ses camarades et aussi contre celui qui l'a rendu infirme.   

## Fiche technique
- Titre français : Le Boxeur manchot (DVD) ; Le roi du kung-fu attaque (projection française en 1978)
- Titre original : 獨臂拳王 (Du bei chuan wang)
- Titre anglais : One-Armed Boxer
- Réalisation : Jimmy Wang Yu
- Scénario : Jimmy Wang Yu
- Production : Raymond Chow
- Société de production : Golden Harvest
- Musique : Wang Fu-Ling
- Photographie : Mou Sheng-Ku
- Montage : Chang Hong Man et Peter Cheung
- Costumes : Li Kai-Yuan
- Pays d'origine : Hong Kong, Taïwan
- Format : Couleurs - 2,35:1 - Mono - 35 mm
- Genre : Film d'action, drame
- Durée : 89 minutes
- Dates de sortie : 
  -  Hong Kong : 2 août 1972
  -  France : 26 avril 1978

## Distribution
- Jimmy Wang Yu (VF : Jean Roche) : Yu Tien Lung
- Tien Yen (VF : Henry Djanik) : Maitre Chao Liu
- Ma Chi (VF : Jean-Claude Michel) : Maitre Han Tui
- Lei Chun (VF : Jacques Bernard) : Ma wu Dao
- Min Ming (VF : Claude Joseph) : Père Hsiao Yu
- Tang Hsin : Hsiao Yu
- Lung Fei : champion de karaté d'Okinawa Erfu Tolong (Nibu Taro en japonais)
- Shan Mao : le maître de taekwendo Chin chi young (Kim Ki-young en coreen)
- Chang Yee Kwai : Cho Fu, moine pratiquant la boxe tibétaine
- Su Chen Ping : Cho Lun, moine pratiquant la boxe tibétaine (qui bloque ses points vitaux)
- Chan Sing : chef Chan Chun-nam
- Blackie Ko So leug : boxeur thaï Mi Sao
- Kwan Hung : boxeur thaï Ni Tsun
- Wu Tung-chiao : le maître du judo Kao Chiao (Takahashi en japonais)
- Pan Chun lin : le maitre indien Mura Singh
- Tsai Hung : le 1er disciple du maitre d'okinawa, Tchan Kou Chang (Tsuneya Haru en japonais)
- Wong wing sang : le 2eme disciple du maitre d'okinawa, Ban Tian Sin (Itada Sei en japonais)
- Ko You Min : Tien Pao
- Wu Ho : Maitre Lee
- Ying Kei : Client restaurant
- Hsueh Han : Hsiung Kang
- Chen Shih Weih : Eleve de Han Tui (tué par lama Cho fu)
- Hsieh Hsing : Eleve de Han Tui (tué par lama Cho lun)
- Wong fei long : Eleve de Han Tui (tué par Kao Chiao)
- Chan san yat : Eleve de Kao Chiao